# United Nations Multidimensional Integrated Stabilization Mission in Mali
United Nations Multidimensional Integrated Stabilization Mission in Mali (MINUSMA) var en fredsbevarande FN-mission i Mali. MINUSMA bildades den 25 april 2013 genom FN:s säkerhetsråds resolution 2100 för att stabilisera landet efter Tuaregupproret (2012). Den grupperades officiellt den 1 juli 2013.
På begäran av den maliska regeringen återkallade FN:s säkerhetsråd 30 juni 2023 omgående mandatet för MINUSMA och beordrade missionen att ha avvecklat verksamheten senast 31 december 2023.

## Historik
Under 2012 påbörjade tuareger och andra folkslag i norra Azawadregionen i Mali ett uppror i norr under parollen Nationella rörelsen för Azawads befrielse. Efter några inledande framgångar och klagomål från den maliska armén att den var illa rustad för att bekämpa rebellerna, som hade gynnats av ett inflöde av tunga vapen från libyska inbördeskriget 2011 liksom andra källor, iscensatte delar av armén en militärkupp den 21 mars 2012. Efter kuppen gjorde rebellerna ytterligare framsteg för att erövra de tre största städerna i norr: Gao, Timbuktu och Kidal. Efter ekonomiska sanktioner och en blockad av landet av ECOWAS, undertecknades en överenskommelse förmedlad i Burkina Faso, av president Blaise Compaoré under överinseende av ECOWAS, som skulle se till att Sanogo överlät makten till Dioncounda Traoré för att tillfälligt överta presidentskapet tills val hållits.
Den 1 juli 2013 tog 6000 av ett framtida 12600 fredsbevarande FN-trupper officiellt över ansvaret från Frankrike och ECOWAS' African-led International Support Mission to Mali (AFISMA) för att patrullera landet norrut. Gruppen förväntades spela en roll i presidentvalet i Mali 2013.
På begäran av den maliska regeringen återkallade FN:s säkerhetsråd 30 juni 2023 omgående mandatet för MINUSMA och beordrade missionen att ha avvecklat verksamheten senast 31 december 2023.

## Chefer
Styrkan leddes initialt av tidigare biträdande befälhavaren i Darfur, rwandiska generalen Jean Bosco Kazura.

## Svenska bidrag
Sveriges bidrag till MINUSMA utgjordes åren 2015–2020 av ett underrättelseförband med huvudsaklig placering i Timbuktu. År 2020 flyttades den svenska styrkan 40 mil österut till staden Gao, där den grupperades till Estelle som var en del av camp Castor, vilken var camp för Tysklands truppbidrag. Vid sidan om den svenska styrkan fanns även en nationell stödenhet för logistik (NSE) med placering i Bamako. Den svenska insatsen avslutades under mars 2023.
| Kontingent | Aktiv                   | Uppsättande förband         | Kontingentschef                     | Camp                  | Kommentar                                                        |
| ---------- | ----------------------- | --------------------------- | ----------------------------------- | --------------------- | ---------------------------------------------------------------- |
| Mali 00    | Oktober 2014–Mars 2015  | Göta ingenjörregemente      | Överstelöjtnant Carl-Axel Blomdahl  | Camp Nobel i Timbuktu | Kontingent för uppbyggnad av förläggning                         |
| Mali 01    | Mars 2015–Juni 2015     | Livregementets husarer      | Överstelöjtnant C-M R Svensson      | Camp Nobel i Timbuktu |                                                                  |
| Mali 02    | Juni 2015–December 2015 | Livregementets husarer      | Överstelöjtnant Jonas Lotsne        | Camp Nobel i Timbuktu |                                                                  |
| Mali 03    | December 2015–Juni 2016 | Livregementets husarer      | Överstelöjtnant Markus Höök         | Camp Nobel i Timbuktu |                                                                  |
| Mali 04    | Juni 2016–December 2016 | Södra skånska regementet    | Överstelöjtnant Jonas Nilsson       | Camp Nobel i Timbuktu |                                                                  |
| Mali 05    | December 2016–Juni 2017 | Södra skånska regementet    | Överstelöjtnant Per Nilsson         | Camp Nobel i Timbuktu |                                                                  |
| Mali 06    | Juni 2017–December 2017 | Norrbottens regemente       | Överstelöjtnant Teddy Larsson       | Camp Nobel i Timbuktu | Bemannades främst av personal från Arméns jägarbataljon.         |
| Mali 07    | December 2017–Juni 2018 | Norrbottens regemente       | Överstelöjtnant Anders Landewall    | Camp Nobel i Timbuktu |                                                                  |
| Mali 08    | Juni 2018–December 2018 | Amfibieregementet           | Överstelöjtnant Adam Camél          | Camp Nobel i Timbuktu |                                                                  |
| Mali 09    | December 2018–Juni 2019 | Skaraborgs regemente        | Överstelöjtnant Magnus Frykvall     | Camp Nobel i Timbuktu |                                                                  |
| Mali 10    | Juni 2019–December 2019 | Skaraborgs regemente        | Överstelöjtnant Dan Hagman          | Camp Nobel i Timbuktu |                                                                  |
| Mali 11    | December 2019–Juni 2020 | Trängregementet             | Överstelöjtnant Mattias Söderberg   | Camp Nobel i Timbuktu | Kontingent för nedmontering av Camp Nobel                        |
| Mali 12    | Juni 2020–December 2020 | Trängregementet             | Överstelöjtnant Stefan Sahlström    | Camp Castor i Gao     | Kontingent för uppbyggnad av ny förläggning                      |
| Mali 13    | December 2020–Juni 2021 | Norrbottens regemente       | Överstelöjtnant Fredrik Åkerman     | Camp Castor i Gao     |                                                                  |
| Mali 14    | Juni 2021–December 2021 | Livregementets husarer      | Överstelöjtnant Dennis Löfvenborg   | Camp Castor i Gao     |                                                                  |
| Mali 15    | December 2021–Juni 2022 | Södra skånska regementet    | Överstelöjtnant Peter Andersson     | Camp Castor i Gao     |                                                                  |
| Mali 16    | Juni 2022-December 2022 | Stockholms amfibieregemente | Överstelöjtnant Christofer Lennings | Camp Castor i Gao     | Den sista operativa insatsen i Mali.                             |
| Mali 17    | December 2022-?         | Livgardet                   | Överstelöjtnant Martin Johansson    | Camp Castor i Gao     | Kontingent för avveckling av svenska truppbidraget till MINUSMA. |